# Транспортная система Европы
Транспортная система Европы — совокупность транспортных средств, инфраструктуры и управления, функционирующих на территории Европы.
Объединяет сеть автомобильных и железнодорожных дорог, морских и речных маршрутов. Обеспечивает потребности в перевозках 700 млн человек из 45 стран.
Особенностью европейской транспортной системы является её многосторонность и высокий уровень развития нескольких видов транспорта.

## Общая характеристика
Транспортная система неоднородна. Западная Европа занимает первое место в мире по обеспеченности транспортной сетью и частоте движения. Но при этом уступает Восточной Европе и Северной Америке по дальности перевозок.
В Европе представлены почти все известные виды транспорта: автодорожный, воздушный, железнодорожный, речной, морской, канатный, космический, сверхскоростной, трубопроводный и пр.
Транспортная система Европы включает как региональные системы, так и альянсы, имеющие интернациональных собственников.
Из европейских стран осуществляют пассажирские перевозки компаниями, относящимися к странам Азии, Америки и Африки.
В зависимости от развитости европейской страны, каждая обладает системой транспортных средств разного уровня развития. Например, Германия, Франция и Англия соединены скоростными магистралями. Также не отстает Испания, Австрия и Италия. Менее «богатые» государства имеют «классические» транспортные системы и постоянно их развивают.
Для пассажиров и для регулярных пассажирских перевозок создан альянс железных дорог, в который входят страны западной и южной Европы.
Автобусный транспорт в Европе не имеет стабильной централизации, а услуги оказываются тысячами перевозчиков, не связанными между собой какой-либо системой обмена информации (есть только локальные системы Великобритании, Франции, Испании и др.).
Водный транспорт в Европейских странах развивается по регионам в которых имеются водные артерии. Некоторые страны европейского континента имеют выход к океану, поэтому в таких регионах крайне развит морской грузовой и пассажирский транспорт, который связывает с другими континентами.
Трубопроводный, вьючный, гибридный, канатный, паромный и другие виды транспорта наиболее развиты в отдельных странах, обладающих географическими, климатическими и территориальными особенностями.
Авиационный транспорт в европейском регионе представлен наиболее именитыми мировыми авиакомпаниями. Во всех странах Европы имеются аэропорты (кроме «карликовых» государств — Ватикан, Люксембург и пр.), но некоторые имеют грузопассажирские авиа-терминалы, которые часто используются как транзитные (пересадочные) пункты на пути в другие страны или континенты.

## Железнодорожный транспорт

Действующие высокоскоростные железнодорожные линии

Железнодорожный транспорт в Европе отличается своим разнообразием, как техническими, так и инфраструктурным.
Железнодорожные сети Европы находятся в хорошем состоянии и достаточно развиты. Общей проблемой является разделение собственно транспортных услуг и управление инфраструктурой. Электрифицированные железнодорожные сети работают на множестве разных напряжений постоянного и переменного тока, от 750 до 25000 вольт, а также сигнализация варьируется от страны к стране.
Одним из сдерживающих моментов является разделение континента по ширине колеи. 

## Автомобильный транспорт

Панъевропейские транспортные коридоры

В Западной Европе сравнительно небольшие расстояния стимулировали развитие автомобильного транспорта, который играет главную роль в перевозках пассажиров и грузов. В Восточной Европе в перевозках грузов по-прежнему лидируют железные дороги, но при этом постоянно растет значение автомобильного транспорта.
Лидером автомобильных перевозок в Европе является Польша, её парк насчитывает более 150 тыс. автомобилей.

## Авиационный транспорт
Несмотря на наличие развитой сети автомобильных и железных дорог, значительная часть междугородных поездок осуществляется воздушным транспортом. Увеличение пассажиропотока на авиационном транспорте привело к возникновению проблемы переполненности воздушного пространства. Для её решения разрабатывается инициатива Единое небо Европы.

## Морской и речной транспорт
В Европе расположен один из крупнейших портов в мире — Роттердам. Более половины грузов этого порта транспортируется речным транспортом.
Одними из наиболее загруженных проливов в мире является пролив Ла-Манш, Босфор, Дарданеллы имеющие важное значение для морского транспорта Европы. Ежедневно только через Па-де-Кале, наиболее узкую часть Ла-Манша, проходит свыше 400 судов.